# (5719) Križík
(5719) Križík ist ein Asteroid des Hauptgürtels, der am 7. September 1983 vom tschechischen Astronomen Antonín Mrkos am Kleť-Observatorium (IAU-Code 046) nahe der Stadt Český Krumlov in Südböhmen entdeckt wurde.
Der Asteroid wurde am 23. November 1999 nach dem tschechischen Techniker, Industriellen und Erfinder František Křižík (1847–1941) benannt, dessen größte Erfindung Verbesserungen der Kohlebogenlampe sowie sein Beitrag zur Elektrifizierung Böhmens durch den Bau von Kraftwerken und die Einrichtung elektrischer Eisen- und Straßenbahnen waren.